# Fehlermanagement
Unter dem Begriff Fehlermanagement  wird einerseits in der betriebswirtschaftlichen Forschung ein menschlicher Ansatz zum Umgang mit Fehlern dargestellt. Andererseits werden unter diesem Begriff menschliche Tätigkeiten zusammengefasst, die mit denen der Mensch in einem Mensch-Maschine-System auf einen Fehler reagiert, um den Fehler endgültig zu beheben oder zunächst seine Auswirkungen zu begrenzen. Es bedeutet auch eine systematische Fehlerbewertung, -diagnose, -erkennung und -prävention wie auch die Einleitung und Evaluierung von Gegenmaßnahmen, um dadurch die Wahrscheinlichkeit von schwerwiegenden Folgen zu vermindern.

## Bedeutung
Die Fähigkeit zum Fehlermanagement gehört zu den Non-Technical Skills und ist ein wesentlicher Grund, den Menschen mit hoher Verantwortlichkeit im technischen System zu belassen. Gutes Fehlermanagement kann darüber entscheiden, ob ein menschlicher Fehler oder technischer Defekt zur Katastrophe führt oder nicht.
Um professionell mit Fehlern umzugehen, bedarf es jedoch nicht nur einer hohen individuellen Fehlerkompetenz, sondern auch einer produktiven Fehlerkultur im Unternehmen. Schließlich benötigt es das „Wollen“, „Können“ und „Dürfen“, damit die Organisationsmitglieder effizient und effektiv Fehler managen können.
Dazu muss dem Menschen die Gelegenheit zum Fehlermanagement gegeben werden: Die technischen Komponenten des Mensch-Maschine-Systems müssen so gestaltet sein, dass das Fehlermanagement in allen Phasen ermöglicht und unterstützt wird.

## Einteilung
Üblicherweise wird Fehlermanagement in drei oder vier Phasen eingeteilt:
- Fehlerentdeckung,
- Fehlerdiagnose, dann eventuell
- Fehlerkompensation, und
- Fehlerkorrektur.

Die Fehlerentdeckung ist kein Ereignis, sondern eine Phase, da in Systemen mit großen Zeitkonstanten und sich langsam ändernden Werten die Abweichung vom Normalzustand nicht sofort eindeutig als Fehler erkannt werden kann.
Während der Fehlerdiagnose (etwa über ein Fahrzeugdiagnosesystem) wird versucht, mit Hilfe der an der Schnittstelle zwischen Mensch und technischem System erfahrbaren (sichtbaren, hörbaren, fühlbaren, …) Informationen den Fehler selbst zu bestimmen. Die Informationssammlung beschränkt sich dabei nicht auf die Mensch-Maschine-Schnittstelle an sich, sondern bezieht alle dem Bediener zugänglichen Teile des technischen Systems mit ein (bei einem Fehler am Kraftfahrzeug werden nicht nur Drehzahlmesser und Tankanzeige beobachtet, sondern auch die Motorhaube geöffnet und der Kühlerdeckel abgeschraubt; bei einem Fehler in einer Industrieanlage werden nicht nur die Bildschirme in der Leitwarte beobachtet, sondern auch Rohrleitungen und Behälter draußen in der Anlage begutachtet).
Vor der Fehlerkorrektur wird, wenn eine vollständige Korrektur nicht sofort möglich ist, der Betrieb aber aufrechterhalten werden muss, möglicherweise zunächst die Phase Fehlerkompensation eingefügt. Dadurch werden die Auswirkungen des Fehlers so abgemildert, dass ein sicherer Betrieb möglich ist, falls der Fehler nicht sofort behoben werden kann.
Mit der Fehlerkorrektur wird der Fehler behoben.

## Forschungsergebnisse
In der betriebswirtschaftlichen Forschung stellt Fehlermanagement einen Ansatz im Umgang mit Fehlern dar. Fehlermanagement zielt dabei auf ein aktives Managen von auftretenden Fehlern ab, um die negativen Konsequenzen von Fehlern zu mindern (z. B. Stress, Qualitätsprobleme) und die positiven Konsequenzen zu stärken (z. B. Lernen, Innovationen). Der Fehlermanagementansatz steht teilweise im Gegensatz zum Fehlerpräventionsansatz. Der Fehlerpräventionsansatz versucht vor allem Fehler zu verhindern, um damit auch die negativen Konsequenzen von Fehlern zu verhindern.
Nach der Fehlermanagement-Theorie ist ein Fehlermanagement-Ansatz dem reinen Fehlerpräventions-Ansatz vorzuziehen. Der Fehlermanagement-Ansatz wird langfristig mit vorteilhaften Auswirkungen für Einzelpersonen und Organisationen in Verbindung gebracht. Vor allem werden positive Auswirkungen auf Lernen, Proaktivität sowie Innovativität postuliert. Einige empirische Studien zeigen einen positiven Effekt des Fehlermanagement-Ansatzes für das Lernen von Gründern, für die Profitabilität von Firmen, für die Innovativität in Unternehmen sowie für die Qualität von Dienstleistungen.
Der Ansatz im Umgang mit Fehlern hängt wesentlich von der jeweiligen Fehlerorientierung von Personen bzw. Unternehmen ab. Die Fehlerorientierung beschreibt eine Einstellung gegenüber Fehlern und einen damit zusammenhängenden Umgang mit ihnen. Es kann zwischen einer Fehlermanagementorientierung und einer Fehlerpräventionsorientierung unterschieden werden.
Eine Fehlermanagementorientierung zeichnet sich dadurch aus, dass Fehler als ein normaler Teil des menschlichen Handelns angesehen werden und dass proaktiv und konstruktiv mit ihnen umgegangen wird. Ein gutes Fehlermanagement zeichnet sich durch ein Antizipieren von Fehlern, eine schnelle Fehlerkommunikation, ein lernen aus Fehlern, eine hohe Fehlerkompetenz, sowie eine Fehlerrisikobereitschaft aus.
Eine Fehlerpräventionsorientierung zeichnet sich dadurch aus, dass Fehler als etwas stark negatives bewertet werden. Das dementsprechende Mindset ist, dass Fehler unbedingt vermieden werden müssen (Null Fehlertoleranz). Menschen mit einer Fehlerpräventionsorientierung sehen Fehler als Bedrohungen an und sind von ihnen frustriert. Sie neigen dazu, Fehler zu leugnen oder zu verbergen, wenn sie auftreten.
Studien deuten darauf hin, dass die Fehlerorientierung von Personen stark von zwei Eigenschaften beeinflusst wird: Demut und Selbstwirksamkeit. Demut bezeichnet dabei die Bereitschaft sich selbst akkurat einschätzen zu wollen, wertschätzend gegenüber anderen zu sein und eine Lernbereitschaft zu zeigen. Selbstwirksamkeit ist der Glaube an die eigene Kompetenz mit einer Reihe von Schwierigkeiten umgehen zu können.